# Національний банк Грузії
Національний банк Грузії — центральний банк Грузії. Національний банк Грузії був створений на основі Грузинського республіканського банку Державного банку СРСР в 1991 році.

## Історія
Національний банк Грузії був заснований в 1919 році, а в 1991 році після розпаду Радянського Союзу почав функціонувати як незалежний інститут. Тоді рішенням Верховної Ради Грузії на основі радянської фінансово-кредитної структури був заснований Національний банк Грузії.
Офіційно незалежний Грузинський центральний банк був створений у серпні 1991 року, на основі прийнятого Закону «Про Національний банк Грузинської Республіки». Тоді ж був прийнятий Закон «Про грошово-кредитне регулювання в Республіці Грузія», що визначила основні аспекти діяльності Центрального банку у сфері монетарної політики.
Сьогоднішній статус Національного банку визначена конституцією Грузії. Згідно з 95-ю статтею Конституції, Національний банк незалежний у своїй діяльності. Права й обов'язки Національного банку, порядок його діяльності й гарантія незалежності визначаються органічним Законом «Про Національний банк», прийнятим парламентом Грузії 23 червня 1995 року.

## Статус
Статус Національного банку визначений Конституцією Грузії. Згідно з 95-ю статтею Конституції. Національний банк незалежний у своїй діяльності.
Національний банк вільний від втручання виконавчої влади й Парламенту Грузії, що щорічно затверджує основні напрямки грошово-кредитної й валютної політики.

## Права й обов'язки
Права й обов'язки Національного банку визначаються законом « Про Національний банк», прийнятим Парламентом Грузії 23 червня 1995 року.
Основні права й обов'язки:
- здійснення грошово-кредитної й валютної політики,
- здійснення банківського нагляду,
- здійснення керування монетарним і фінансовим секторами
- підтримка купівельної здатності національної валюти й стабільності цін,
- забезпечення ефективного функціонування грошово-кредитної системи,
- взаємодія з національними банками інших країн[1].

## Керівники
- Гоцирідзе Роман (2005—2007)